# Assedio di Rimini
L'assedio di Rimini del 538 fu uno degli episodi della guerra gotica (535-553).

## Contesto storico
Giustiniano I, Imperatore romano d'Oriente, intenzionato a recuperare i territori occidentali dell'Impero finiti da più di mezzo secolo in mano ai barbari, decise di ristabilire il dominio imperiale in Italia, estintosi nel 476 con la deposizione dell'ultimo imperatore d'Occidente Romolo Augusto. Nel 535 aggredì, dunque, il regno degli Ostrogoti, che si estendeva su Italia, Provenza, Norico, Dalmazia e Pannonia, affidando la riconquista al generale Belisario, che venne nominato strategos autokrator (generalissimo).
Belisario in breve tempo conquistò la Sicilia e l'Italia meridionale, compresa Roma, ma la controffensiva gota sotto il loro nuovo re Vitige non tardò ad arrivare: essi assediarono Roma, dove si era rinserrato l'esercito di Belisario, per più di un anno (537-538) senza però riuscire a riconquistare la città eterna.
Agli inizi del 538, nel corso dell'assedio ostrogoto di Roma, l'assediato Belisario, generalissimo dell'esercito bizantino, spedì Giovanni, figlio della sorella di Vitaliano, a svernare con gli ottocento cavalieri sotto il suo comando nei pressi di Alba, città del Piceno; e ve ne aggiunse altri quattrocento di quelli sotto Valeriano, aventi a capo Damiano (nipote da parte di sorella di Valeriano), e ottocento suoi pavesai, sotto il comando di Sutan e Abigan, ordinando loro di obbedire a ogni ordine di Giovanni. Belisario raccomandò inoltre a Giovanni di rimanersi tranquillo fintanto il nemico sarebbe rimasto ligio agli accordi (era entrata da poco in vigore una tregua di tre mesi); in caso contrario avrebbe dovuto invadere improvvisamente e rapidamente con tutte le truppe l'agro Piceno, approfittando del fatto che i Goti, avendo concentrato tutti i loro reggimenti nell'assedio dell'Urbe, avessero sguarnito la regione di truppe. Belisario inoltre raccomandò a Giovanni di assediare e di espugnare qualunque centro fortificato incontrato lungo la via, per prevenire eventuali attacchi alle spalle da parte dei centri fortificati rimasti inespugnati. Dopo aver dato queste istruzioni a Giovanni, lo fece partire con le sue truppe.
Qualche tempo dopo Belisario scrisse a Giovanni comandandogli di devastare il Piceno e di ridurre in schiavitù la prole e le mogli dei Goti con i suoi duemila cavalieri. Giovanni eseguì prontamente gli ordini ricevuti, devastando con successo il Piceno e annientando un esercito goto condotto da Uliteo, zio del re Vitige. Tuttavia, non rispettò l'ordine ricevuto da Belisario di espugnare tutte le città fortificate lungo il cammino (in modo da non lasciarsi eserciti ostili alle spalle). Evitò di assediare e di espugnare i centri fortificati di Osimo e Urbino, puntando direttamente su Rimini, distante da Ravenna un giorno di viaggio. La guarnigione di Rimini, alla notizia della marcia di Giovanni, fuggì celermente a Ravenna, permettendo così a Giovanni di occupare la città senza nemmeno combattere. A Rimini Giovanni ricevette un messaggero inviatogli in segreto da Matasunta, moglie del re Vitige, che gli chiese di sposarla.
Secondo Procopio di Cesarea Giovanni occupò Rimini lasciandosi alle spalle le guarnigioni nemiche di Osimo e di Urbino, non perché avesse dimenticato gli ordini di Belisario o fosse diventato sconsideratamente audace, ma perché riteneva, e i fatti confermarono la sua supposizione, che i Goti, alla notizia dell'esercito bizantino nelle vicinanze di Ravenna, avrebbero levato l'assedio dell'Urbe per accorrere in difesa di Ravenna. Alla fine la tattica di Giovanni funzionò: i Goti, infatti, non appena furono informati della caduta di Rimini in mano di Giovanni, patendo di gravi carenze di vettovaglie e prossimi alla fine dell'armistizio trimestrale, levarono l'assedio dell'Urbe. Si era già in prossimità dell'equinozio di Primavera dell'anno 538 quando i Goti, bruciate per intero le proprie trincee, batterono la ritirata all'alba dopo un anno e nove giorni di assedio.

## Assedio
Vitige, nel corso della ritirata verso Ravenna, munì di presidio tutti i luoghi idonei: pose in Chiusi, città della Tuscia, il comandante Gibiuiere con mille soldati, e altrettanti a Orvieto, sotto gli ordini di Albila; Todi era presidiata da Uligisalo al comando di quattrocento soldati, mentre la fortezza di Petra nell'agro piceno era presidiata da 400 uomini; Vitige munì inoltre Osimo di un forte presidio di 4 000 Goti, condotti da Uisandro, e Urbino di 2 000, comandati da Murra; Vitige inoltre munì le fortezze di Cesena e di Monteferetro di un presidio di almeno 500 soldati. Dopo aver così operato, Vitige si diresse verso Rimini con il proposito di cingerla d'assedio.
Nel frattempo Belisario, non appena visto il nemico allontanarsi da Roma, aveva spedito Ildigero e Martino con mille in arcione per altra via al fine di anticipare con marce forzate l'arrivo dei Goti a Rimini e costringere Giovanni e le sue truppe a sloggiare da quella città; la difesa di Rimini sarebbe stata affidata piuttosto a soldati provenienti dalla fortezza di Ancona, a soli due giorni di distanza, della quale Belisario si era da poco impadronito per merito di Conone alla testa di soldati isauri e traci. Belisario sperava che i Goti, vedendo Rimini presidiata da soli comandanti e fanti di una non grande reputazione, non si sarebbero mai abbassati a cingerla d'assedio, e sarebbero tornati senza indugio a Ravenna. Ildigero e Martino, dunque, per ordine di Belisario partirono per Rimini seguendo la Via Flaminia e riuscendo per lungo tratto ad essere in vantaggio sui Goti, svantaggiati non solo dalla carenza di vettovaglie, ma anche dalla necessità di evitare i presidi fortificati della via Flaminia in mano bizantina, ovvero Narni, Spoleto e Perugia.
Nel frattempo le truppe imperiali assaltarono la fortezza di Petra, protetta da difese naturali che la rendevano difficilmente espugnabile. Gli imperiali nondimeno, riuscirono a ottenere la resa della guarnigione gota, che accettò di servire nell'esercito bizantino. Ildigero e Martino ne presero molti con loro portandoseli fino a Rimini, mentre il resto insieme alle donne e ai figli rimasero a presidiare la fortezza. Arrivati ad Ancona e prelevatevi la maggior parte dei fanti ivi di stanza giunsero, nel corso del terzo giorno di marcia, a Rimini, comunicando a Giovanni le istruzioni di Belisario. Tuttavia Giovanni si rifiutò di seguirli, e volle trattenere con sé Damiano con quattrocento soldati; Ildigero e Martino, lasciati i fanti a Rimini, partirono prontamente con le lance e i pavesai di Belisario.
Poco dopo Vitige, approssimatosi a Rimini con tutto l'esercito e alzatevi le trincee, la assediò. I Goti costruirono in fretta una torre di legno più alta dei merli e munita di quattro ruote, e la fece condurre nel punto in cui le mura sembravano più agevoli da espugnare; memore di quanto era accaduto nel corso dell'assedio di Roma, questa volta non fece uso di buoi per trasportarla vicino alle mura, ma usò piuttosto uomini nascosti all'interno della torre i quali con le loro mani riuscivano a farla muovere. La torre aveva all'interno anche una larghissima scala. Arrivata la notte, i Goti andarono a dormire, non prima però di aver messo delle guardie a difesa della torre, nella persuasione che il giorno successivo sarebbero riusciti a espugnare la città, difesa soltanto da una piccolissima fossa e da non inespugnabili mura.
Il presidio di Rimini già era caduto in disperazione al pensiero della futura strage, ma Giovanni non se ne stette con le mani in mano e già aveva pensato a un espediente per neutralizzare le mosse nemiche. Giovanni, dopo aver ordinato al presidio di rimanere entro le mura, uscì con gli Isauri, muniti di zappe e di altri opportuni strumenti, nel corso della notte, ordinando ai suoi di rendere più profonda la fossa scavando, soprattutto nel punto più agevole da espugnare dai Goti con la loro torre. L'espediente riuscì, anche se i Goti, accortosene tardivamente, assalirono gli zappatori, i quali ripararono entro la città avendo ottimamente compiuto il lavoro intrapreso. All'alba Vitige, adiratosi nel vedere che gli Imperiali avevano rinforzato di molto le difese della città nel corso della notte, ordinò l'esecuzione di alcuni custodi. Ordinò inoltre ai suoi soldati di gettare immediatamente nella fossa molti fasci di legna in modo da ricoprirlo e farci passare sopra la torre; ma la catasta della legna, aggravata dal peso della torre, affondò. Allora i Goti, temendo che gli assediati con una sortita notturna avrebbero dato fuoco alla torre, la trascinarono indietro.
Tuttavia Giovanni, una volta raccolte, armate e arringate le truppe a sua disposizione, le condusse contro i Goti, lasciandone un numero esiguo a difesa dei merli. Seguì una battaglia, nella quale i Goti in principio opposero vigorosa resistenza; al giungere della notte i Goti ritrassero la torre nei loro accampamenti dopo aver perso molti prodi guerrieri. Le perdite subite li indussero a non tentare più l'espugnazione delle mura, nella speranza che la fame avrebbe costretto il nemico ad arrendersi, dato che era carente di vettovaglie.
Nel frattempo, in prossimità del solstizio estivo, Belisario uscì da Roma con tutto l'esercito, ad eccezione di quei pochi soldati rimasti nell'Urbe come guarnigione. Belisario ottenne spontaneamente la resa di Chiusi e Todi, senza nemmeno doverle cingere d'assedio. Belisario ordinò al presidio goto nelle due città, passato ai suoi ordini, di trasferirsi a Napoli e nella Sicilia, e, una volta posto nelle due città una guarnigione bizantina, proseguì la sua marcia. Nel frattempo Vitige, mentre proseguiva ancora l'assedio di Rimini, inviò una parte del suo esercito condotta da Uachimo a Osimo; le truppe di Uachimo, unitesi con la guarnigione di stanza a Osimo, si diressero ad assediare Ancona, città da poco conquistata dagli Imperiali che fungeva da porto per Osimo.
Alla notizia dell'arrivo imminente dell'esercito di Uachimo, Conone, il comandante della guarnigione di Ancona, decise imprudentemente di ingaggiare battaglia con il nemico, spogliando la città di truppe e disponendo l'esercito in modo tale che circondasse interamente i piedi del monte vicino alla città. Sennonché, colti dal panico per la notevole superiorità numerica del nemico, i soldati bizantini volsero in fuga, venendo in parte uccisi dagli inseguitori goti; solo parte della guarnigione riuscì a riparare in città o attraverso una porticina aperta dagli anconitani, che poi dovette essere chiusa di botto per impedire l'ingresso dei nemici, o attraverso funi calate dai merli dai cittadini (con quest'ultimo espediente Conone riuscì a salvarsi). Per merito di due guerrieri, un trace e un unno, il primo guardia di Belisario, il secondo di Valeriano, gli assalti alle mura intrapresi con le scale furono respinti, e i Goti dovettero rinunciare all'espugnazione di Ancona. Nel frattempo giunse da Costantinopoli un esercito di rinforzo, condotto dall'eunuco Narsete, prefetto dell'erario imperiale. L'esercito di Narsete consisteva in 7 000 soldati, di cui 2 000 erano Eruli, condotti dai loro comandanti tribali Fanoteo, Visando e Aluet, e il resto erano sotto il comando di altri generali, come Narsete Persarmeno, fratello di Arazio, e il magister militum per Illyricum Giustino.
Belisario e Narsete, congiunte le loro forze nei pressi di Fermo, situata a non più di una giornata da Osimo, radunarono tutti i comandanti dell'esercito per deliberare quali città assaltare. Belisario era contrario a liberare Rimini dall'assedio senza prima aver espugnato Osimo, in quanto temeva un attacco alle spalle da parte della guarnigione di Osimo; inoltre provava rancore contro Giovanni, il quale aveva disobbedito ai suoi ordini, e non intendeva accorrere in suo soccorso, lasciando che fosse lui stesso a uscire da solo dalla situazione di pericolo in cui egli stesso, con la sua disobbedienza, si era cacciato. Narsete, invece, amico di Giovanni, tutto tentò per convincere Belisario a salvare Giovanni dall'assedio di Vitige. Nel frattempo uno dei soldati assediati di Rimini riuscì a trasmettere a Belisario una lettera di Giovanni, in cui il generale lamentava la carenza di vettovaglie, sostenendo che entro sette giorni sarebbero stati costretti ad arrendersi, e implorando soccorso. Alla fine Belisario cedette e decise di accorrere in soccorso di Giovanni.
Lasciò Orazio con mille soldati a poca distanza da Osimo con l'ordine di ostacolare qualunque sortita della guarnigione di Osimo contro l'armata di Belisario. Fece inoltre imbarcare le migliori truppe sotto i comandanti Erodiano, Uliare e Narsete (fratello di Arazio), affidando il comando della flotta a Ildigero, con l'ordine di navigare verso Rimini raccomandandogli di non accostarsi a quella spiaggia se l'esercito pedestre ne fosse ancora distante; una turma condotta da Martino doveva inoltre seguire la flotta lungo le coste, con l'ordine di accendere fuochi assai maggiori del loro effettivo numero in modo da dare agli assedianti goti l'illusione che l'esercito bizantino fosse molto più forte di quanto non fosse in realtà. Belisario con Narsete e il resto delle truppe marciò verso Rimini passando per Urbisaglia.
Belisario procedeva sui monti del Piceno con il proposito di non ingaggiare uno scontro in campo aperto con i Goti in quanto era in inferiorità numerica; sperava piuttosto che i Goti, a causa dei recenti rovesci da loro patiti, si sarebbero dati alla fuga alla notizia dell'arrivo dell'esercito imperiale. A un giorno di marcia da Rimini l'esercito di Belisario si imbatté in un esiguo reggimento di Goti, diretti a procacciarsi il cibo, e ingaggiò battaglia con loro a suon di dardi, infliggendo loro delle perdite e costringendo il resto a riparare tra le rocce vicine. Anche a causa del territorio impervio in cui ebbe luogo lo scontro, i Goti ebbero l'impressione erronea che l'esercito bizantino fosse numericamente molto più forte di quanto fosse in realtà, e dai vessilli di Belisario dedussero correttamente che era lui stesso a condurre l'esercito.
Gli Imperiali passarono la notte in quelle gole, mentre i Goti fecero ritorno all'accampamento di Vitige, dove arrivarono nel pomeriggio. Riferirono al loro re dell'arrivo imminente di Belisario con un esercito immenso. Quando inoltre videro i fuochi accesi dalle truppe di Martino, temendo di essere interamente circondati e annientati dall'esercito bizantino, i Goti passarono la notte in preda alla massima agitazione. Quando all'alba del giorno successivo videro la flotta bizantina in procinto di arrivare, l'esercito di Vitige levò l'assedio e si ritirò in tutta fretta in direzione di Ravenna.

## Conseguenze
Le truppe di Ildigero furono le prime a fare irruzione negli accampamenti nemici facendo prigionieri i Goti ivi rimasti per malattia e predando le suppellettili abbandonate dai fuggiti. A mezzogiorno arrivò Belisario con l'intero esercito. Belisario rimproverò Giovanni per la sua imprudente audacia e gli disse che doveva la sua salvezza a Ildigero; Giovanni rispose piccato che non era Ildigero a cui doveva la salvezza ma piuttosto Narsete prefetto dell'erario imperiale, riferendosi al fatto che, se non fosse stato per le insistenze di Narsete, Belisario non sarebbe mai accorso a soccorrerlo; da quel momento tra Belisario e Giovanni si instaurarono cattivi rapporti.
Inoltre una parte consistente dell'esercito bizantino (almeno 10 000 soldati), costituita dagli Eruli, le truppe di Giustino, di Giovanni, di Arazio e di Narsete Persarmeno, prese le parti di Narsete e sollecitarono l'eunuco a non accettare la superiore autorità di Belisario, ritenendo turpe il fatto che un funzionario ben addentro nei segreti di corte dovesse non comandare ma obbedire a un altro condottiero: espressero il desiderio che il merito e la gloria della riconquista dell'Italia non spettasse interamente a Belisario ma anche e soprattutto a Narsete, e sostennero che senza di lui Belisario non sarebbe riuscito a combinare alcunché di rilievo, essendosi privato di gran parte dell'esercito per metterli a presidio delle città conquistate, e le enumerarono tutte dalla Sicilia al Piceno. Narsete, lusingato da queste esortazioni, cominciò a mostrare insubordinazione nei confronti di Belisario, godendo del sostegno di parte dell'esercito.
Belisario reagì arringando gli ufficiali dell'esercito e cercando di spiegare loro che le mosse più opportune da intraprendere sarebbero state mandare parte dell'esercito a liberare Milano dall'assedio ostrogoto e con il resto assediare Osimo. Narsete rispose che con quella parte dell'esercito a lui favorevole avrebbe intrapreso la conquista dell'Emilia, in modo da minacciare da vicino la stessa Ravenna; per il resto, non aveva nulla in contrario che Belisario facesse quello che volesse con quella parte dell'esercito che accettava ancora la sua autorità. Belisario allora mostrò ai comandanti dell'esercito la seguente lettera di Giustiniano:
(Procopio di Cesarea, Guerra gotica, II, 18.)
Narsete, tuttavia, prese a pretesto l'ultima frase della lettera per disobbedire a Belisario ogni volta che riteneva che non stesse agendo a vantaggio dell'Impero. La disunione dell'esercito portò presto alla caduta e alla distruzione di Milano, fatto che convinse Giustiniano a richiamare Narsete nel 539. La guerra contro gli Ostrogoti durò fino al 554, e fu proprio Narsete a ottenere la vittoria definitiva su di essi, riconquistando l'Italia per l'Impero.